# Kyrenia
Kyrenia (grekiska: Κερύνεια, Keryneia; turkiska: Girne) är en stad med omkring 28 500 invånare (år 2006) på Cyperns nordkust (i Nordcypern). Staden är känd för sin historiska hamn. En bysantinsk borg uppfördes på orten år 330 e.Kr. Venetianarna lät bygga om borgen år 1540 och lade då till de runda hörntornen. I borgens museum finns det historiska Kyreniaskeppet utställt.